# Andés Club de Fútbol
El Andés Club de Fútbol es un club de fútbol de España, de la localidad de Andés, en Asturias. Fue fundado en 1972 y juega en la Primera Asturfútbol. Su estadio es el Campo de San Pedro.

## Historia

### Orígenes del fútbol en Andés
Los orígenes del fútbol en Andés se remontan hasta los años 1940, época en la que en la localidad ya disputaba partidos de manera regular un equipo denominado Racing de Andés. Su uniforme era de camiseta azulgrana y disputaba sus partidos en tres campos diferentes de la parroquia, en Téifaros, Saburil y Paderne, en función de cuál de ellos presentara un estado más adecuado. Desde 1948 también disputó partidos en El Pardo de Navia. El Racing participó en diferentes torneos de parroquias vecinas, llegando a proclamarse campeón de un torneo comarcal en 1949.
En 1960 se forma el Andés Club de Fútbol, equipo con la misma denominación que el actual, entrando a participar ese mismo año en las competiciones oficiales organizadas por la Federación Asturiana, como el Campeonato Regional del Occidente y el Torneo Federación del Occidente. Su primer presidente fue Ramón de Treisón. Su primer partido oficial le enfrentó al Oturense en Otur, mientras que el primer enfrentamiento oficial en su campo de El Pardo tuvo lugar contra el Navia C. F., con quien en adelante mantuvo una constante rivalidad local. La camiseta del Andés C. F. era roja, con el cuello blanco.
En la temporada 1965-66 desapareció el viejo sistema de competición por comarcas. Y debido a motivos económicos, el Andés desapareció de la competición oficial.

### Fundación del club
En 1969 un grupo de aficionados formó un equipo de fútbol para participar en diferentes torneos de verano del occidente de Asturias y en 1972 se forma una junta directiva presidida por Julio Casado, que decide inscribir al club en las competiciones oficiales y la recuperación de los colores originales del Racing de Andés, con camiseta azulgrana. Su primer partido oficial le enfrentó al Club Deportivo Lealtad de Villaviciosa en el estadio de Les Caleyes, donde el Andés perdió 8-1. Ese mismo año de la fundación del Andés, se proclamó campeón del Torneo Federación de la zona occidental, aunque no logró posteriormente alzarse con el título regional. Un resultado similar se daría también en la temporada 1973-74. En la temporada 1974-75 el Andés logró su primer gran éxito deportivo al proclamarse campeón regional del Torneo Federación. Apenas dos años después, en la temporada 1976-77, consiguió por primera vez en su historia el ascenso a Primera Regional, de la que descendería, no obstante, la temporada siguiente. En 1977 se crea por primera vez un equipo en categoría juvenil, para evitar el coste que suponía el fichaje de jugadores de otros equipos.
El año 1984 fue el de la inauguración del estadio Campo de San Pedro, abandonado el campo de El Pardo que hasta entonces compartía con el Navia C. F. con las consiguientes dificultades de mantenimiento.
Lá década de los años 1990 fue la de mayores éxitos deportivos del club, que basaba ya su estructura en la creación de equipos en categorías inferiores para ir formando una cantera de la que nutrirse evitar la marcha de jóvenes de la localidad a otros equipos próximos —en 1993 ya se contaba con equipos en las categorías de juvenil (1977), infantil (1981), cadete (1991) y alevín (1993)—. En la temporada 1990-91 el Andés C. F. se proclamó campeón de Primera Regional, lo que supuso su ascenso a Regional Preferente, categoría en la que sólo logró permanecer una temporada. No obstante, tres años después de su descenso, en la temporada 1993-94, volvió a hacerse acreedor de una plaza en Regional Preferente como subcampeón de Primera Regional.
En su tercera temporada en Preferente, la 1996-97, logró proclamarse tercer clasificado de la categoría, lo que le valió para ascender por primera vez en su historia a la Tercera División. Su primera temporada en la categoría no sólo se completó con la permanencia, sino que supuso alcanzar la que es hasta el momento su mejor clasificación histórica: un décimo puesto. Sin embargo al finalizar la temporada 1999-2000 regresó de nuevo a Regional Preferente. Tras un periodo de altibajos en el que rozó incluso el descenso a la Primera Regional, el Andés C. F. logró de nuevo el ascenso a la Tercera División en la temporada 2003-04 al proclamarse subcampeón de su categoría. Su segundo paso por esta categoría no deparó buenos resultados y, tras mantenerse casi toda la temporada en la última posición, regresó una vez más a la Regional Preferente.

## Uniforme
- Uniforme titular: camiseta azulgrana, pantalón azul marino y medias azules.
- Uniforme alternativo: camiseta amarilla, con franja central vertical azulgrana y cuello azul; pantalones y medias completamente amarillas.

## Escudo
El actual escudo del Andés Club de Fútbol, que data de los años 1970, tiene forma pentagonal y está segmentado en dos partes: una, la inferior, tiene fondo azul y granate de rayas verticales sobre el que se escriben en negro las letras C y F; en la parte superior, de fondo blanco, aparece escrita la palabra Andés en color negro y con letras de tamaño decreciente que van adaptándose a la forma del polígono que las circunda. El escudo está coronado con un balón de fútbol de color blanco.
Anteriormente, en la primera etapa del club con su actual nombre, se utilizó un escudo de forma puntiaguda con la punta hacia abajo, con dos franas laterales de color rojo y una central blanca —entonces su uniforme era rojo—, todas ellas verticales. Sobre ellas se dibujaba un balón de cuero marrón. En la parte alta del escudo se leía la palabra Andés y en la parte inferior, junto a la punta, las siglas C y F.

## Himno
El himno oficial del Andés Club de Fútbol fue compuesto por Lorenzo García, exjugador del club y fue presentado de manera oficial el 7 de diciembre de 1998.
- Descarga del himno del club (mp3)

## Estadio
Su terreno de juego es el Campo de San Pedro, está situado en el barrio de San Pedro, en la localidad de Andés en el municipio de Navia. El terreno de juego es de hierba natural, con unas dimensiones de 96 x 64 m. Cuenta con una tribuna cubierta con capacidad para 326 personas sentadas, alrededor del campo se estima un aforo total de 3000 personas. Fue inaugurado el 19 de abril de 1984 con un partido amistoso contra el Navia C. F., equipo con el que hasta ese momento se había compartido el estadio de El Pardo, en la localidad de Navia. La tribuna principal fue inaugurada en 1987 y la instalación de los asientos se finalizó en 2003.
El Campo de San Pedro acoge todos los partidos oficiales de todas las categorías en las que tiene representación el Andés Club de Fútbol.

## Cantera
El club cuenta actualmente con dos juveniles y un equipo en categorías cadete, infantil, alevín y benjamín.

## Trayectoria en competiciones nacionales
- Temporadas en Primera División: 0
- Temporadas en Segunda División: 0
- Temporadas en Primera Federación: 0
- Temporadas en Segunda Federación: 0
- Temporadas en Tercera: 7
- Participaciones en Copa del Rey: 0

## Trayectoria
| Temporada | Nivel | Categoría               | Puesto | Copa del Rey |
| --------- | ----- | ----------------------- | ------ | ------------ |
| 1972-73   | 5     | 2.ª Regional            | 11.º   |              |
| 1973-74   | 6     | 2.ª Regional            | 2.º    |              |
| 1974-75   | 6     | 2.ª Regional            | 2.º    |              |
| 1975-76   | 6     | 2.ª Regional            | 5.º    |              |
| 1976-77   | 6     | 2.ª Regional            | 2.º    |              |
| 1977-78   | 6     | 2.ª Regional Preferente | 9.º    |              |
| 1978-79   | 6     | 1.ª Regional            | 15.º   |              |
| 1979-80   | 6     | 1.ª Regional            | 13.º   |              |
| 1980-81   | 6     | 1.ª Regional            | 10.º   |              |
| 1981-82   | 6     | 1.ª Regional            | 7.º    |              |
| 1982-83   | 6     | 1.ª Regional            | 5.º    |              |
| 1983-84   | 6     | 1.ª Regional            | 10.º   |              |
| 1984-85   | 6     | 1.ª Regional            | 13.º   |              |
| 1985-86   | 7     | 2.ª Regional            | 4.º    |              |
| 1986-87   | 6     | 1.ª Regional            | 10.º   |              |
| 1987-88   | 6     | 1.ª Regional            | 4.º    |              |
| 1988-89   | 6     | 1.ª Regional            | 16.º   |              |
| 1989-90   | 6     | 1.ª Regional            | 8.º    |              |
| 1990-91   | 6     | 1.ª Regional            | 1.º    |              |
| 1991-92   | 5     | Regional Preferente     | 20.º   |              |
| 1992-93   | 6     | 1.ª Regional            | 7.º    |              |
| 1993-94   | 6     | 1.ª Regional            | 12.º   |              |
| 1994-95   | 6     | 1.ª Regional            | 2.º    |              |
| 1995-96   | 5     | Regional Preferente     | 15.º   |              |
| 1996-97   | 5     | Regional Preferente     | 3.º    |              |
| 1997-98   | 4     | 3.ª División            | 10.º   |              |
| 1998-99   | 4     | 3.ª División            | 11.º   |              |
| 1999-2000 | 4     | 3.ª División            | 20.º   |              |
| 2000-01   | 5     | Regional Preferente     | 15.º   |              |

| Temporada | Nivel | Categoría           | Puesto           | Copa del Rey |
| --------- | ----- | ------------------- | ---------------- | ------------ |
| 2001-02   | 5     | Regional Preferente | 5.º              |              |
| 2002-03   | 5     | Regional Preferente | 14.º             |              |
| 2003-04   | 5     | Regional Preferente | 2.º              |              |
| 2004-05   | 4     | 3.ª División        | 20.º             |              |
| 2005-06   | 5     | Regional Preferente | 5.º              |              |
| 2006-07   | 5     | Regional Preferente | 7.º              |              |
| 2007-08   | 5     | Regional Preferente | 12.º             |              |
| 2008-09   | 5     | Regional Preferente | 12.º             |              |
| 2009-10   | 5     | Regional Preferente | 4.º              |              |
| 2010-11   | 4     | 3.ª División        | 18.º             |              |
| 2011-12   | 5     | Regional Preferente | 15.º             |              |
| 2012-13   | 5     | Regional Preferente | 3.º              |              |
| 2013-14   | 4     | 3.ª División        | 17.º             |              |
| 2014-15   | 4     | 3.ª División        | 16.º             |              |
| 2015-16   | 5     | Regional Preferente | 4.º              |              |
| 2016-17   | 5     | Regional Preferente | 10.º             |              |
| 2017-18   | 5     | Regional Preferente | 12.º             |              |
| 2018-19   | 5     | Regional Preferente | 18.º             |              |
| 2019-20   | 6     | 1.ª Regional        | 4.º              |              |
| 2020-21   | 6     | 1.ª Regional        | 3.º              |              |
| 2021-22   | 6     | Regional Preferente | 5.º (Subgrupo 1) |              |
| 2022-23   | 6     | 1.ª RFFPA           | 12.º             |              |
| 2023-24   | 6     | 1.ª Asturfútbol     | 9.º              |              |
| 2024-25   | 6     | 1.ª Asturfútbol     |                  |              |

## Palmarés

### Torneos autonómicos
- Subcampeón de la Regional Preferente de Asturias (1): 2003-04.
- Primera Regional de Asturias (1): 1990-91.
- Subcampeón de la Primera Regional de Asturias (1): 1994-95.
- Subcampeón de la Segunda Regional de Asturias (3): 1973-74, 1974-75 y 1976-77.

### Trofeos amistosos
- Memorial Manolín, "Puntina"  (1): 2021.
- Trofeo Amizade (1): 2023.